# Symfonie nr. 10 (Villa-Lobos)
Heitor Villa-Lobos componeerde zijn Symfonie nr. 10 in 1954 in Rio de Janeiro. De meeste late symfonieën van Villa-Lobos zijn in opdracht geschreven; hij componeerde deze symfonie niet in opdracht, maar als cadeau voor het 400-jarig bestaan van São Paulo in 1954. Tegelijkertijd kan het gezien worden als een eerbetoon aan geheel Brazilië. De muziek is en mix van westerse klassieke muziek van die tijd en daarvoor en Braziliaanse volksmuziek. Villa-Lobos componeerde zijn symfonieën eigenlijk als studiemateriaal; als autodidact en Zuid-Amerikaan had hij weinig op met composities die een “oude” structuur vergden en vaak abstract waren; hij schreef liever programmawerken. Waarschijnlijk om zichzelf toch te bewijzen en te oefenen in structuurmuziek schreef hij twaalf symfonieën (en zeventien strijkkwartetten), waarvan deze 10e de grootste bezetting vergt.
Hij probeerde met deze symfonie de Zuid-Amerikaanse symfonie te schrijven, vandaar de ondertitel Amerindia (American-Indian).

## Delen

### Deel 1
Allegro – andante (ong. 10 minuten); “A terra e os seros” (De Aarde en haar Schepsels) is de instrumentale inleiding van het oratorium; het is alsof je je in het oerwoud rond de Amazone bevindt, overal komen ongestructureerde geluiden vandaan; polyritmisch spel, kortom een typische compositie van Villa-Lobos, die zich bij de overgang naar het andante aanpast richting de westerse klassieke muziek en structuur; een slot zoals Igor Stravinsky voor zijn Vuurvogel componeerde;

### Deel 2
Lento (ong. 11 minuten): “Grito de Guerra” (Strijdkreet); het deel begint met het eindthema van deel (1) en is een rondo; pas bij het tweede thema wordt het koor ingeschakeld; zij zingen een tekstloze zucht, die veel weg heeft van de zangpartij in de Sinfonia antartica van Ralph Vaughan Williams; de strijdkreet komt pas aan het eind van dit deel en is een strijdkreet zoals die door de Tupi-indianen wordt gebruikt (de bas vertolkt het); Op naar het land van de palmen; wij zullen daarover heersen!

### deel 3
Scherzo – Allegretto scherzando (ong. 7 minuten): Yurupichuna; een beschrijving van een denkbeeldige kleine zwartlippige apensoort;

### deel 4
Lento: (ong. 30 minuten): “A voz da terra e a aparicao de Anchieta” (De Stem van de Aarde en de verschijning van Anchieta); dit deel is een symfonie op zich; het bestaat uit zeven secties, met allemaal hun eigen betekenis en karakter. Dat kan de luisteraar op het verkeerde been zetten; de secties werden bijna allemaal voorzien van een aparte finale, zodat keer op keer lijkt of de symfonie als geheel wordt afgesloten; vergelijkbaar met de zesde symfonie van Tsjaikovski, dat een finalethema heeft in het derde deel, terwijl nog een vierde deel volgt;

### deel 5
Poco allegro (ong. 15 minuten): geen ondertitel; bestaat uit zes secties, qua opbouw gelijk aan deel (4); het is ook gebaseerd op teksten van Anchieta, maar meer de vreugdeteksten (Komst van Jezus); ook hier diverse pseudofinales; na 9 minuten lijkt of de symfonie een eind krijgt, er komt een tussenspel van 1 minuten en daarna komt de symfonie tot zijn eigenlijke thema, een hallelujah voor de stad São Paulo.

## Uitvoering
De uitvoering vergt nogal wat van de uitvoerenden. Zeker in die tijd gold de muziek van Villa-Lobos als buitenbeentje; de Braziliaanse ritmen waren ongewoon in die tijd en zeker in de westerse klassieke muziek, die zich toen juist bezighield met een uitgebreide regelgeving in de muziek; daarnaast Portugeestalige teksten, ook niet gewoon in de klassieke muziek. Daarbij komt dat er door de vele onderverdelingen een rommelig geheel is ontstaan. Dat ongestructureerde paste prima bij de componist; zelfs de première vond niet plaats in de stad waar het allemaal om begon, maar in Parijs, het Théatre de Champs Elysées door het Orchestre Radio-Symphonique de Paris en het koor van Orchestre National de France. De Braziliaanse première volgde later (september 1957).

## Bron
- Uitgave CPO; Lothar Odinius, Henryk Böhm, Jürgen Linn, Staatsopera Koor Stuttgart, Koor SWR; Radiosymfonieorkest Stuttgart van de SWR o.l.v. Carl St. Clair.